# Холова
Холова (рус. Холова) река је на северозападу европског дела Руске Федерације која протиче преко територије Новгородске области. Лева је притока реке Мсте и део басена реке Волхов и Балтичког мора.
Укупна дужина водотока је 126 km, површина сливног подручја је 1.900 km², док је просечан проток у зони ушћа око 15,6 m³/s. на њеним обалама лежи варошица Крестци.
Најважније притоке су Јајмња са десне и Мошња са леве стране.